# Tucker XP-57
Tucker XP-57 là tên định danh của một loại máy bay tiêm kích hạng nhẹ đề xuất dành cho Quân đoàn Không quân Lục quân Hoa Kỳ (USAAC) vào năm 1940.

## Tính năng kỹ chiến thuật (XP-57)
Đặc điểm tổng quát
- Kíp lái: 1
- Chiều dài: 26 ft 7 in (8.1 m)
- Sải cánh: 28 ft 5 in (8.7 m)
- Chiều cao: 8 ft  in (2.4 m)
- Diện tích cánh: 120 ft2 (11.1 m2)
- Trọng lượng rỗng: 3400 lb (1542 kg)
- Động cơ: 1 × Miller L-510, 720 hp (537 kW) mỗi chiếc

Hiệu suất bay
- Vận tốc cực đại: 308 mph (495 km/h)
- Tầm bay: 600 dặm (960 km)

Vũ khí trang bị
- 3 súng máy 0.50 cal (12,7 mm)
- 1 súng máy 0.50 cal à 2x pháo 20 mm